# Шефер, Пауль
Пауль Шефер Шнайдер (нем. Paul Schäfer Schneider, 4 декабря 1921, Тройсдорф  − 24 апреля 2010, Сантьяго, Чили) — основатель колонии Дигнидад в Чили. Глава немецкой секретной секты в Чили. В вермахте служил ефрейтором в санитарном батальоне.
Пауль Шефер был приговорен к 33 годам тюрьмы за сексуальное насилие и пытки детей.

## Биография
Пауль Шефер родился в Тройсдорфе в 1921 году. В детстве, пытаясь развязать шнурок с помощью вилки, Пауль потерял левый глаз, и ему был сделан стеклянный протез (сам Пауль утверждал, что глаз он потерял заметно позже уже в бою). В годы Второй мировой войны Пауль Шефер служил санитаром в немецкой армии во Франции. В 1961 году эмигрировал в Чили, где основал колонию «Дигнидад». В 1997 году Пауль Шефер бежал из Чили в Аргентину, где в 2005 году был арестован и передан властям Чили. 24 апреля 2010 года Пауль Шефер скончался от сердечного приступа в тюремном госпитале.

## Дигнидад
Колония Дигнидад (исп. Colonia Dignidad, ныне именуется Вилла Бавьера (исп. Villa Baviera)) — немецкое поселение в Чили, основанное в 1961 году Паулем Шефером, официально названное «Благотворительное и образовательное общество „Дигнидад“» (исп. Sociedad Benefactora y Educacional Dignidad).
Поселение представляло собой совершенно закрытую полувоенную зону, площадью 17 тысяч гектаров, обнесенную колючей проволокой. По периметру территории колонии находились вышки со смотровыми площадками и автоматчиками. На территорию колонии не распространялась юрисдикция чилийского правительства. На территории отсутствовали деньги, а обитатели колонии не имели документов. Шефер, по свидетельству очевидцев, был главой и диктатором этой территории.

## Преступление
В 1997 году Пауля Шефера Чили заочно признали виновным в преступлениях на сексуальной почве. 10 марта 2005 года он был арестован в Аргентине. 24 мая 2006 года, признав его виновным в многочисленных надругательствах над несовершеннолетними и другими жителями колонии «Дигнидад», суд приговорил его к  33 годам тюрьмы. Пауль Шефер также должен был выплатить 1,2 миллиона евро семьям пострадавших. Кроме того, суд предъявил Паулю Шеферу обвинение в похищении людей, пытках и убийствах политических противников в годы диктатуры Пиночета. Преступления совершались на территории поселения в годы правления в Чили военной хунты. Сам Шефер называл поселение «благотворительным и образовательным обществом „Дигнидад“».